# Сидоров, Георгий Семёнович
Георгий Семёнович Сидоров (1918—1990) — Герой Советского Союза (медаль № 1092), офицер-артиллерист. Удостоен звания Героя Советского Союза за участие в битве на Курской дуге.

## Биография
Родился 6 мая 1918 года в деревне Юрьево ныне Сухиничского района Калужской области в крестьянской семье. Русский.
- 1938 год — начало службы в Красной Армии.
- 1941 — окончание курсов младших лейтенантов.
- 1942 — перевод на фронт.
- 6 июля 1943 — оборона позиции на Курской дуге, за которую получил звание Героя Советского Союза. Его батарея отразила шесть атак противника, после окружения батареи Георгий Семёнович Сидоров организовал круговую оборону, уничтожил два танка и много пехоты. В критический момент боя он по радио вызвал огонь на себя, уничтожил три танка и большое количество солдат неприятеля.
- 1947 — окончание Высшей артиллерийской школы.
- 1960 — увольнение в запас в звании подполковника.
- 1975 — присвоение воинского звания «полковник».

После увольнения из рядов Вооруженных сил работал машинистом насосных установок на Калужском электромеханическом заводе.
Скончался 26 февраля 1990 года.

## Награды
- Герой Советского Союза (8 сентября 1943 года, медаль № 1092) — «За образцовое выполнение боевых заданий командования на фронте борьбы с немецко-фашистским захватчиками и проявленные при этом мужество и героизм»;
- орден Ленина;
- три ордена Отечественной войны 1-й степени;
- два ордена Красной Звезды;
- медали.